# Курт Вальдгайм
Курт Йозеф Вальдгайм (нім. Kurt Josef Waldheim; 21 грудня 1918, Санкт-Андре-Вердерн, Німецька Австрія — 14 червня 2007, Відень, Австрія) — австрійський дипломат і політик, 4-й Генеральний секретар ООН (1972—1981), Президент Австрії (1986—1992). Колишній член НСДАП, штурмовик-доброволець СС, учасник каральних операцій у Югославії.

## Біографія
Курт Вальдгайм народився в селищі Санкт-Андре-Вердерн, Нижня Австрія. Його батько, чех за походженням, був римо-католицьким шкільним інспектором. Носив прізвище Вацлавік (Waclavik), але у рік народження Курта, після розпаду Австро-Угорської імперії, змінив його на німецьке. Після закінчення школи служив в австрійській армії з 1936 по 1937 рік. Після аншлюсу Австрії у 1938 році вступив до лав Націонал-соціалістичної студентської ліги Німеччини (NSDStB). Через деякий час пішов добровольцем у СА.
Під час Другої світової війни служив у Вермахті, воював на східному фронті. У 1941 році був поранений. У своїй автобіографії, що вийшла у 1985 році, стверджував, що після поранення був звільнений від служби на фронті і далі навчався у Віденському університеті. Проте пізніше знайшлися документи та свідоцтва, що доводили, що його військова служба продовжувалася до 1945 року. У 1945 році він дійсно здобув ступінь доктора юриспруденції у Віденському університеті. 19 серпня 1944 року Курт одружився.
Після війни Курт Вальдгайм поступив на дипломатичну службу: працював спостерігачем і представником Австрії в ООН, послом у Канаді (з 1956 по 1960 рік), міністром закордонних справ Австрії (1968—1970). 1 січня 1972 року Курт Вальдгайм став Генеральним секретарем ООН, змінивши на цій посаді У Тана. На посаді Генерального секретаря він пробув до 1982 року. У СРСР ставлення до нього було позитивним, було видано переклад російською мовою його книги «Єдина у світі посада». Того ж року Вальдгайм висунувся кандидатом на посаду президента Австрії, але програв вибори. Другу спробу зробив у 1986 році. За два місяці до виборів з'явилися твердження про те, що в роки Другої світової війни Курт Вальдгайм служив у Греції та Югославії, а також про те, що югославська комісія з воєнних злочинів вимагала його видачі.
Проте Вальдгайм був вибраний президентом Австрії та пробув на цій посаді до 1992 року, коли передав посаду Т. Клестілю, не намагаючись переобратись на другий термін. В роки правління Вальдгайма значно погіршились стосунки з цілою низкою країн: Ізраїль відкликав свого посла з Австрії. Крім того, Вальдгайму довелося відмовитися від візитів до США та низки європейських країн.
Помер 14 червня 2007 року у Відні від серцевої недостатності. Панахида відбулась 23 червня у Соборі Святого Стефана.

## Нагороди
- Кавалер золотого ланцюга ордена Пія IX (Ватикан, 22 лютого 1994)[11]